# مروین کاوستون
مروین کاوستون (انگلیسی: Mervyn Cawston؛ زادهٔ ۴ فوریهٔ ۱۹۵۲) بازیکن فوتبال اهل بریتانیا است.
از باشگاه‌هایی که در آن بازی کرده‌است می‌توان به باشگاه فوتبال استوک سیتی، باشگاه فوتبال نیوپورت کانتی، باشگاه فوتبال گیلینگام، باشگاه فوتبال ساوتند یونایتد، باشگاه فوتبال نوریچ سیتی، باشگاه فوتبال چلمزفورد سیتی، و باشگاه فوتبال بارکینگ اشاره کرد.
وی همچنین در تیم ملی فوتبال England Schools بازی کرده‌است.